# استیو تامبلینی
استیو تامبلینی (انگلیسی: Steve Tambellini؛ زادهٔ ۱۴ مهٔ ۱۹۵۸) بازیکن هاکی روی یخ اهل کانادا است.
وی همچنین برندهٔ جوایزی همچون جام استنلی شده‌است.
از باشگاه‌هایی که در آن بازی کرده‌است می‌توان به کلگری فلیمس و ونکوور کناکز اشاره کرد.